# Ключ 106
Ключ 106 (трад. и упр. 白) — ключ Канси со значением «белый»; один из 23, состоящих из пяти штрихов.
В словаре Канси есть 109 символов (из 49 030), которые можно найти c этим ключом.

## История
Изначально словарь состоял из 540 идеограмм, но впоследствии был отредактирован и уменьшен (путем исправления ошибок и упразднения ненужных ключей) до классического ныне существующего списка в 214 иероглифических ключа, среди которых идеограмма 白 в переводе с кит. — «белый» отображала пиктограммы Входить и цифру Два, которые соответствуют Инь в китайской философии Инь-ян (кит. трад. 陰陽, упр. 阴阳, пиньинь yīn yáng) и соответствовала цвету восхода солнца. В связи с этим, белый цвет в некоторых азиатских странах считается траурным. Со временем изображение изменилось и стало похоже на идеограмму Солнце В современном варианте ключ имеет значения, аналогичные древним изображениям и имеют отношение к белому цвету.

### Древние изображения
Древние изображения современного варианта иероглифического ключа помогают понять изначальное значение, задуманное предками.
- Вид в Цзягувэнь
- Вид в Цзиньвэнь
- Вид в большой печати Чжуаньшу
- Вид в малой печати Чжуаньшу

## Значение
В современном китайском языке данный иероглифический ключ встречается редко и имеет следующие значения:
1. Один из пяти китайских цветов: белый
2. Однотонный
3. Чистый, светлый
4. Ясный, откровенный
5. Легко понимаемый
6. Ничто, пустота
7. Напрасный
8. Рассвет
9. Быть яснее, откровеннее
10. Одна из китайских фамилий
11. Траур

## Варианты прочтения
Данный иероглифический ключ используется в письменности Китая, Тайваня, Японии, Кореи, Вьетнама и имеет разные варианты прочтения, произношения и написания, в зависимости от региона, языка и наречий:
- кит. 白, пиньинь bái, бай
- яп. 白偏, shirohen, широхен
- яп. ハク, haku, хаку
- яп. しろい, shiroi, широй
- кор. 흰 huin, хайн?, 백 baek, бэк?

## Примеры иероглифов
В данной таблице представлен примерный список иероглифов с использованием ключа 106.
| Доп. штрихи | Иероглифы                  |
| ----------- | -------------------------- |
| 0           | 白                         |
| 1           | 百 癿                      |
| 2           | 㿝 𤽀 皀 皂 皁 皃          |
| 3           | 的                         |
| 4           | 㿞 𤽗 皅 皆 皇 皈          |
| 5           | 㿟 𤽜 皊 皋 皌 皍 畠 皉    |
| 6           | 㿠 㿡 皎 皏 皐             |
| 7           | 𤽴 𤽵 𤽶 𤽸 皒 皓 皔 皕 皖 |
| 8           | 㿢 𤾂 𤾆 皗 皘 皙          |
| 9           | 㿣 㿤 𤾓                   |
| 10          | 㿥 𤾚 𤾔 𤾗 皚 皛 皜 皝 皞 |
| 11          | 㿦 𤾟 皠 皡 皟             |
| 12          | 皢 皣 皤 皥                |
| 13          | 𤾩 皦 皧 皨                |
| 14          | 㿧 𤾯 𤾰 𤾱 皩             |
| 15          | 𤾷 皪 皫                   |
| 16          | 𤾸 㿨 𤾸 皬                |
| 18          | 皭                         |
| 19          | 𤿂                         |
| 20          | 㿩                         |

- Примечание: Ваш браузер может отображать иероглифы неправильно.